# Zeche Vereinigte Kaninchen
Die Zeche Vereinigte Kaninchen war ein Steinkohlenbergwerk im Sprockhöveler Stadtteil Hiddinghausen. Die Zeche war auch unter den Namen Zeche Kaninchen und Zeche Vereinigte Caninchen bekannt. Die Zeche ist aus einer Konsolidation mehrerer Bergwerke entstanden und war etwa 20 Jahre in Betrieb.

## Bergwerksgeschichte
In der Zeit vom 3. Juni des Jahres 1855 bis zum 8. Juli des Jahres 1856 konsolidierten die Zechen Caninchen und Oberleveringsbank mit den Eisensteinberechtsamen Landringhausen und Rennebaum. Zunächst lief das neu konsolidierte Bergwerk gemeinsam mit der Zeche Dachs & Grevelsloch. Die Förderung erfolgte im tonnlägigen Schacht Rudolf. Der Schacht reichte bis zur Stock-&-Scherenberg-Erbstollensohle. Im selben Zeitraum wurde ein Flügelort aus dem Dreckbänker Erbstollen in nördlicher Richtung aufgefahren. Das Flügelort diente der Lösung des Grubenfeldes der Zeche Vereinigte Kaninchen. Im Jahr 1858 wurde der Schacht Rudolf stillgelegt. Die Förderung erfolgte von nun an im tonnlägigen Schacht Harkort am Rennebaum. Der Schacht reichte bis zur tieferen Dreckbänker-Erbstollensohle und hatte eine Teufe von 132 Metern (+90 m NN). Im Jahr 1863 wurden Kohle und Kohleneisenstein abgebaut. 1865 war das Bergwerk in Betrieb; über die genauen Aktivitäten gibt es keine Angaben. Im Jahr 1867 kam es zur Vereinigung mit der Zeche Leveringsbank zur Zeche Vereinigte Leveringsbank & Kaninchen. Beide Bergwerke waren jedoch weiterhin eigenständig in Betrieb. Am 21. November des Jahres 1871 konsolidierte das Bergwerk zur Zeche Deutschland. Im Jahr 1879 waren die Kohlenvorräte abgebaut, aus diesem Grund wurde die Zeche Vereinigte Kaninchen im zweiten Halbjahr desselben Jahres stillgelegt. Im Jahr 1889 wurde die restliche Berechtsame zur Zeche Deutschland zugeschlagen.

## Förderung und Belegschaft
Die ersten Förderzahlen werden für das Jahr 1855 genannt, in dem Jahr wurden 3200 preußische Tonnen Steinkohle und eine nicht genau bezifferte Menge an Eisenstein gefördert. Die Förderung wurde von 19 Bergleuten erbracht. Im Jahr 1867 wurden mit 29 Bergleuten 4645 Tonnen Steinkohle und 204 Tonnen Eisenstein gefördert. Im Jahr 1870 wurden mit 23 Bergleuten 3981 Tonnen Steinkohle gefördert. Die maximale Förderung wurde im Jahr 1874 erbracht, mit 42 Bergleuten wurden 7669 Tonnen Steinkohle gefördert. Im Jahr 1875 wurden mit 41 Bergleuten 4508 Tonnen Steinkohle gefördert. Die letzten bekannten Förderzahlen des Bergwerks stammen aus dem Jahr 1879, es wurden 127 Tonnen Steinkohle gefördert.

## Heutiger Zustand
Von der Zeche Vereinigte Kaninchen ist heute noch das Maschinenhaus des Schachtes Harkort erhalten. Das Gebäude ist nicht mehr als Maschinenhaus zu erkennen, da es zu einem Wohnhaus umgebaut wurde. Das ehemalige Maschinenhaus befindet sich in Sprockhövel-Haßlinghausen an der Wittener Straße und ist heute das Objekt 29 des Deutschland-Bergbauwanderwegs.